# Puente Orinoquia
El segundo puente sobre el río Orinoco (o "puente Orinoquia", como fue bautizado el día de su inauguración) es un puente atirantado de hormigón y acero que une las riberas norte (Estado Anzoátegui) y sur (Estado Bolívar) del río Orinoco a la altura de Ciudad Guayana, convirtiéndose en la segunda estructura en ser levantada sobre dicho río después del puente de Angostura. Es una de las obras de infraestructura más importantes de la zona sur de Venezuela. Fue inaugurado el 13 de noviembre de 2006 en una ceremonia que contó con la asistencia de los entonces presidentes de Venezuela y Brasil, Hugo Chávez y Luiz Inácio Lula Da Silva, respectivamente.
La obra, que fue financiada y coordinada por la Corporación Venezolana de Guayana, y ejecutada por la empresa brasileña Odebrecht y el Ministerio de Infraestructura de Venezuela constituye un sistema vial mixto que conecta el Estado Anzoátegui y la región central no sólo con la región de Guayana sino además con Brasil.

## Historia
El proyecto empieza con los primeros estudios de factibilidad, realizados por CVG - Corporación Venezolana de Guayana, a partir de 1966, para la construcción de un puente en Ciudad Guayana. Fueron realizados estudios de localización, topográficos, geológicos, soluciones estructurales, transporte, desarrollo urbano, regional y estudios de factibilidad económico-financiero en un total de ocho sitios comprendidos entre el Este de San Félix y Oeste de Sidor.

## Construcción
La construcción comienza en el año 2001. El diseño del puente viene de la mano del legendario ingeniero guayanés Paul Lustgarten (también diseñador del puente General Rafael Urdaneta y el puente colgante de Angostura).
La compañía constructora es la brasileña Odebrecht y el capital en su mayoría provino del estado venezolano, a través de FONDEN (Fondo de Desarrollo Nacional)
En el 2007 el proyecto fue galardonado con el Premio Construcción otorgado por la Cámara Venezolana de la Construcción.

## Características de la obra
Tiene una extensión de 3.156 M, cuatro torres principales de 120 m de altura, 39 pilas, dos estribos, 388 pilotes, una altura libre sobre el nivel de aguas máxima de 40 metros y un ancho total del tablero de 24,7 m, con cuatro canales de circulación más una trocha ferroviaria. Además posee:
- Enlace desde la Autopista Ciudad Bolívar-Ciudad Guayana: 6 km y 4 canales de 3,6 m
- Enlace desde Los Pozos (Monagas): 35 km y 2 canales de 3,6 m
- Desde La Viuda (Anzoátegui) hasta el puente se recorrerán 125 km con 2 canales de 3,6 m

El puente mixto (carretero-ferroviario) sobre el río Orinoco es de tipo atirantado con configuración de abanico y torres en forma de H.
La vía férrea no se construyó inicialmente proyectada para facilitar el transporte hacia el resto del país y los puertos de exportación de los productos de hierro, acero, aluminio y madera de la región Guayana.
En principio se estimó una inversión de 480 millones de dólares para realizar el proyecto Sistema Vial Puente Mixto sobre el río Orinoco, pero en la actualidad el costo final ronda los 1000 millones de dólares, por las obras conexas, y por problemas que surgieron durante la construcción. 886 millones fueron destinados para la construcción del puente, mientras que para los seis puentes anexos se invirtieron 127 millones de dólares.
Concluida esta obra, la misma empresa constructora Odebrecht, inició el Tercer puente sobre el río Orinoco, entre las poblaciones de Cabruta (en el Sur de Guárico) y Caicara (parte nororiental del Bolívar).